# كريستين لافرانسداتر (رواية)

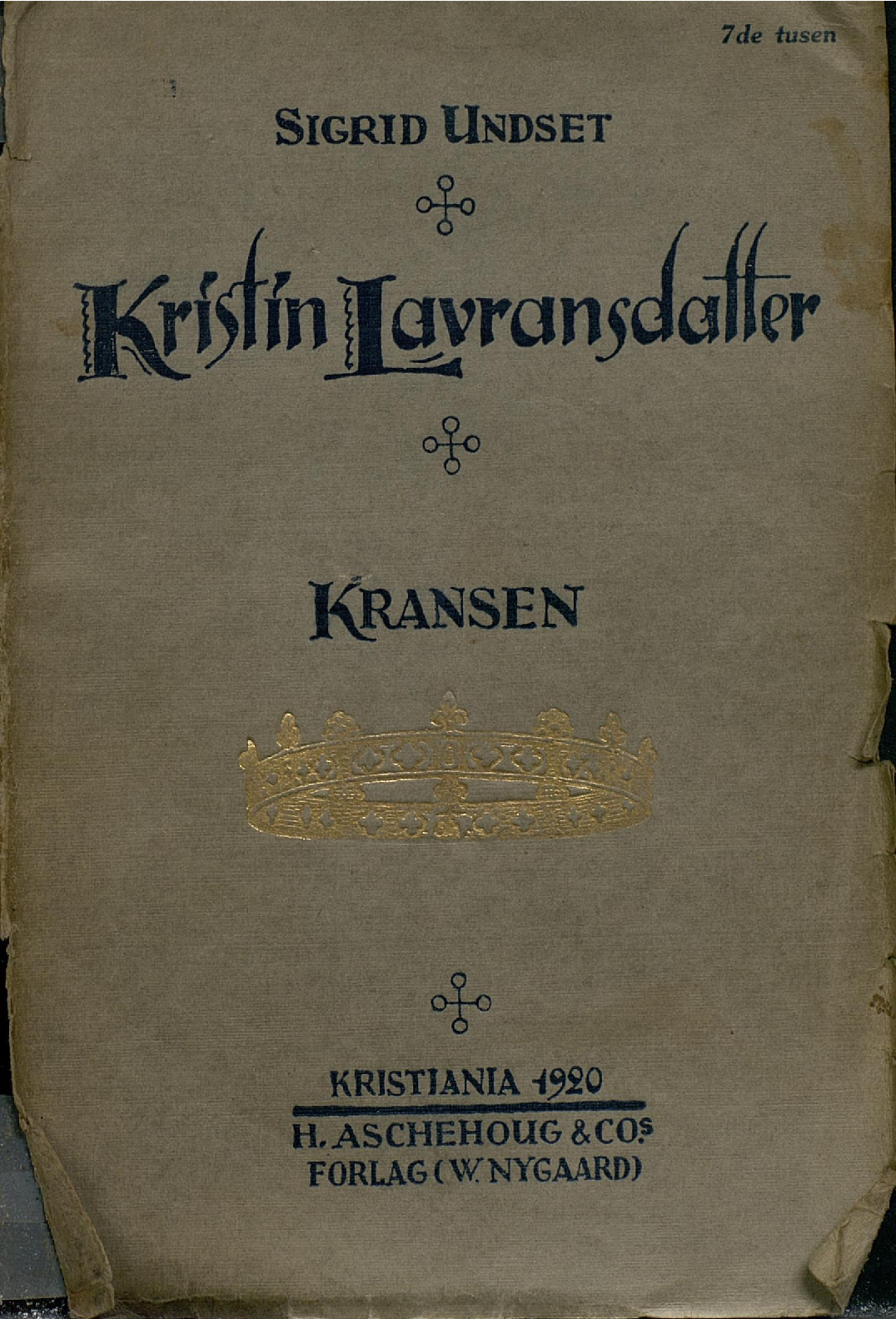
تغطية كريستين لافرانسداتر

كريستين لافرانسداتر هو الاسم الشائع للثلاثية الروائية التي كتبتها سغريد أوندست، ونُشرت بين عامي 1920 و1922. تُعد هذه الثلاثية أشهر أعمال الكاتبة النرويجية، التي حصلت على جائزة نوبل للآداب تقديرًا لإسهاماتها الأدبية.
الروايات نفسها تحمل العناوين التالية: "Kransen" (التاج)، وقد نُشرت لأول مرة عام 1920، و"Husfrue" (الزوجة)، نُشرت عام 1921، و"Korset" (الصليب)، نُشرت عام 1922. وقد تُرجمت رواية Husfrue إلى اللغة الفرنسية تحت عنواني "الزوجة الوفية" أو "سيدة هوسابي" .
هذا العمل كان السبب الرئيسي في منح جائزة نوبل للآداب لعام 1928 للكاتبة سغريد أوندست، وذلك "بشكل خاص بسبب وصفها القوي للحياة الإسكندنافية في العصور الوسطى"؛ وقد نال هذا العمل إعجابًا واسعًا لما يتمتع به من دقة تاريخية وإثنوغرافية.

## مقدمة عن القصة
يتتبّع هذا العمل حياة كريستين لافرانسداتر، وهي امرأة نرويجية خيالية عاشت في القرن الرابع عشر. نشأت كريستين في بلدة سيل الواقعة في وادي غودبراندسدالن، وكانت ابنة لفلاح مؤثر ومحترم. خلال حياتها، واجهت العديد من الصراعات في علاقاتها مع والديها وزوجها إيرليند، في سياق المجتمع النرويجي في العصور الوسطى؛ وكانت تجد الراحة والعزاء في إيمانها الكاثوليكي..

## ـسلوب الرواية
يتميز أسلوب رواية كريستين لافرانسداتر (Kristin Lavransdatter) للكاتبة النرويجية سغريد أوندست بالجمع بين الواقعية التاريخية الدقيقة والتحليل النفسي العميق، في سردٍ غني بالتفاصيل عن الحياة في القرن الرابع عشر في النرويج. تعتمد أوندست على لغة سردية متينة، تتسم بالبساطة والوضوح، لكنها تنقل مشاعر الشخصيات وصراعاتها الداخلية بعمق بالغ، خاصة في تصوير التوتر بين الرغبة والواجب، الإيمان والخطيئة، والحرية والقيود الاجتماعية.الرواية تُقدّم من خلال راوٍ موضوعي، وتُبرز التناقضات النفسية لشخصية كريستين، التي تتأرجح بين التمرد والتوبة، وبين الحب والندم. كما أن الوصف التفصيلي للبيئة، والعادات، والمعتقدات، يُضفي على النص طابعًا إثنوغرافيًا يعكس دقة الكاتبة في تصوير الحياة الإسكندنافية في العصور الوسطى. ويُعد هذا الأسلوب أحد الأسباب التي جعلت الرواية تنال إعجاب النقاد وتُمنح الكاتبة جائزة نوبل للآداب عام 1928.